# De Soto (Géorgie)
Pour les articles homonymes, voir De Soto.
De Soto est une ville américaine située dans le comté de Sumter, en Géorgie. Selon le recensement de 2020, sa population est de 124 habitants.